# Epilissus
Epilissus là một chi bọ cánh cứng thuộc họ Scarabaeidae.